# DELTARUNE
『DELTARUNE』（または『deltarune』、デルタルーン）は、インディーゲーム開発者トビー・フォックスによって制作された、コンピュータRPG。2018年10月31日に『UNDERTALE』公式Twitterよりチャプター1のWindows/macOS用デモ版の配信が告げられ、2019年2月28日にはNintendo SwitchおよびPlayStation 4向けにも配信された。チャプター2は2021年9月18日にチャプター3と4は2025年6月5日に発売された。
フォックスの前作『UNDERTALE』を遊んだ後に遊べるゲームとされている。"DELTARUNE"というタイトルは前作『UNDERTALE』のアナグラムになっているが、『UNDERTALE』とは別の世界という設定である。現在、日本語と英語に対応している。

## ストーリー

### チャプター1
ゲームを開始すると、プレイヤーは器（アバター）を作成するように促され、その器の食べ物の好み、血液型の好み、色の好み、才覚、などを決める。しかし、完成するとアバターは破棄され、「この世界では誰も自分が誰であるかを選ぶことはできない」と告げられ、主人公が朝起きる所から始まる。
モンスターの住人が多い町に住む人間の子供クリスと、モンスターである養母のトリエルとの間で物語が始まる。主人公は、トリエルが働いている学校で勉強をしており、アルフィーが行う授業で、クラスの不良モンスター、スージィとペアを組むことになり、授業に必要なチョークを取りに行くことになる。いざ物置部屋に入ると、ドアが勝手に閉じ、床が抜け、2人は「闇の世界」に落ちてしまう。
今の世界から元の世界に戻るため、いくつかの仕掛けや攻撃を突破していくと、闇の国の王子ラルセイに出会い、彼は、『DELTARUNE』の伝説を話す。そこには、自分たち三人が選ばれた「英雄」であること、元の世界に戻る為には、世界のバランスを崩した「闇の泉」を鎮める必要があることを話し終えると、火のついた自転車に乗ったランサーに突き飛ばされ、戦闘になるも無事ランサーを撃退（相手が止めたり）する。
「平原」を進んでいくと、3人はランサーに度々遭遇し、父の計画を邪魔しようとする3人を邪魔するが、「悪モノ」であるランサーと意気投合し、スージィがランサーの仲間となってしまう。
最終的に、スージィ、ランサーチームはクリス、ラルセイチームと戦闘をし、渋々スージィは、元のチームへ戻ってくる。と同時にランサーもチームに加わる。一行は、王が住む「カルタス城」の門前に行くと、ランサーによって、城の衛兵達を呼ばれ、地下の牢屋に閉じ込められてしまう。牢屋から脱出したスージィは、クリスの指示通りに行動し、牢屋の鍵を解除しようとするが、そこでランサーと会ってしまい、「自分たちの友情は嘘だったのか」と言い、戦闘になってしまう。だが、ランサーが3人を閉じ込めたのは、父親とスージィ達が殺し合ってほしくなかったからであることを述べ、スージィはランサーと和解、ランサーの父、キングを殺さないことを約束する。
数々の罠を突破し、遂に闇の世界の王様、キングと会敵する。3人は王様に平和を訴えるが聞き入れず、攻撃が続くが、戦う内に疲れた振りをする。自分はもう戦う意志がない、このままでは体が持たないかもしれない、と述べたキングを可哀想に思ったラルセイがキングを回復させると、途端に豹変し、魔法を使い、3人を吹き飛ばす。闇の世界の住民を誰も倒さなかった場合、キングが主人公に対しとどめを刺そうとすると、ランサーと国民の一行がキングを持ち上げ、牢屋に入れてしまう。誰かを倒した場合、ラルセイが魔法で眠らせる。闇の世界の国民と別れの挨拶をし、ラルセイとも別れ、2人は「闇の泉」を鎮め、元の世界に戻る。
元の世界に戻ると、元の世界を自由に探索・会話できる。家に戻るとトリエルが出迎え、早く寝る様に促す。夜、クリスが突然目覚め、身悶えながら胸に手を突っ込み、自分のソウル（SOUL、魂）を近くの鳥籠に投げ込み、画面の方を向き、ナイフを持ち、赤く目を光らせチャプター1は終了する。

### チャプター2
チャプター2を始めると、クリスが夜中にトリエルが焼いたパイを独り占めした場面からゲームが進行する。いつものように車で学校へ送ってもらい、遅刻しながらも授業を受ける。しかしバードリーが教科書の音読をしている途中で眠ってしまい、クリスは学校の授業が終わってから目を覚ます。その後スージィと共に闇の世界へ行くため、物置に向かうが、クリスの幼馴染であり、スージィに好意を抱いているトナカイの女の子、ノエルに図書館で勉強しようと誘われる。そこでスージィが言い訳をし、なんとか闇の世界に到着する。そこでラルセイと再会すると、東の部屋にあるものを全て持ってきて欲しいと言われる。そこで東の部屋にあるものを持ってきて闇の世界に戻って来ると、チャプター1で出会った仲間達と再会できる。その後学校の課題をするため現実世界に戻ろうとするが、ランサーとルールノ・カァドーが課題を手伝うために、クリスのポケットの中に入ってくれる。そして図書館に向かうと、パソコン室の扉がもう一つの闇の世界への入り口になっており、そこからクイーンの支配するサイバーワールドへと迷い込んでしまう。
その後進んでいくと、この闇の世界を支配しているクイーンがノエルを誘拐しているところを目撃し、クイーンと戦おうとするが、クリスとスージィを足止めするためにクイーンが敵であるケーブロイドを用意し、ケーブロイドとの戦闘となる。戦闘が終わると、ラルセイが２人の元に駆けつけており、チャプター1と同様に、また3人で冒険をすることになる。

#### N（Neutral）ルート
ゲームを進めていくと、スイート・キャップ・ケーキの3人組と戦闘することになる。（この戦闘中に、ラルセイとスージィが『こうどう』できるようになる）その後3人を逃がすと、店を構えている。そして更に進み、妙な建物に入りこむといつの間にかコースターに乗っており、同じく闇の世界に迷い込んでいたノエルの友達であったが、クイーンの仲間になったバードリーとの戦闘になり、勝利するが、道が未完成だったため3人はゴミ捨て場に落ちてしまう。
そこで分かれ道にぶつかり、スージィとラルセイは上の道に、クリスは右の道に進むことになる。そしてクイーンとノエルとバードリーに別々に出会うが、クイーンはバードリーに見つからないため、ノエルはクイーンに見つからないため、バードリーはクイーンをみつけるため、全員に停戦をしようと提案をされ、停戦することになる（ノエルはこの後ついてきてくれる）。そして2人で様々なパズルを解き、道を進んでいくと、バードリーに出会う。バードリーはノエルがクリスに捕らわれていると勘違いし、戦闘が始まる。勝利し、バードリーが退散してくれる。先に進むと、クイーンがバードリーに見つからないために、車に隠れている。ノエルは変装をしていたためバレなかったが、クリスがクイーンの車を運転させられる（ノエルも乗っている）。
途中で渋滞に巻き込まれ、信号のボタンを押すためにクリスが車から降りるが、その道中にスパムトンが現れ戦闘画面となり、"こうどう"をすると商談を持ちかけてくる。
スパムトンの商談に乗ったあと、信号のボタンを押すと先程乗ってた車と合流する。
運転が終わり、クイーンに降ろしてもらった後、別の道を進んでいたスージィとラルセイに合流し、4人でパズルを解きながら「闇の泉」を封印するためにクイーンの館を目指して進むことになるが、その道中でクイーンに見つかり、クリス達3人と、たまたま居合わせたが、クイーンに裏切られてしまったバードリーは館の牢屋に、ノエルはまた別の場所に、連れ去られることになる。しかし、ポケットにはいっていたランサーによって牢屋の脱出に成功し、敵同士だったバードリーとも和解する。館を進むと別の闇の世界に適応できなかったランサーが石化してしまう。ラルセイは元の闇の世界に戻ると治ると説明し、早く元に戻すためにも闇の泉に向かおうということになり、スージィとバードリーはノエルの救出に、クリスとラルセイはクイーンの気をそらすために別行動をとることになる。
そしてノエルの救出に成功し、闇の泉まで後もう少しという所にクイーンが現れバードリーを操ってしまう。バードリーを救って先に進むため、クイーンとの戦闘になる。戦闘に勝利すると、バードリーは正気に戻るが、今度はノエルが連れ去られ、闇の世界を誕生させた騎士を新たに誕生させ新世界を創ろうとする（闇の泉は、騎士が鋭利なものを地面に突き刺して作られる）ため、巨大化してギガクイーンになる。が、クリス達は今までの仲間たちと合体しチャプター1で登場したボコリングマシーンをメインとしたロボットとなり、ギガクイーンと戦うことになる。そして戦闘に勝利し、ノエルがクイーンの言いなりになりたくないことを述べ、ラルセイがクイーンを説得し、チャプター2で出会った仲間たちとともにキャッスルタウンで暮らすことになり、無事ハッピーエンドを迎える。

#### A（Alternate）・S（Snowgrave）ルート
基本的な流れは同じだが、ストーリーが変化してしまう。サイバーワールドに来てから、ノエルに合流するまで、ストーリーを進めていく（シンボルエンカウントの敵は倒さなくてもよい）。ノエルに合流したら、スパムトンの店まで道を戻り、その道中の敵を全てノエルのアイスショックで殺していく。スパムトンの店についたら扉を調べ、それにノエルが反応したら、Aルートの分岐が始まる。その後も出会う敵全てアイスショックで殺していく。進んでいくと大観覧車の広告看板のあるエリアにつく。そこに居るアドソンに話しかけ、「友だちとは別モノ」を選択する。退店しようとするとアドソンから「凍てつく指輪」を紹介されるので「入手」を連続で選択し続ける（所持金は減らない）。入手しないとAルートは中断される。この指輪はノエルに装備させること。
敵を全員凍らせて、大通りのエリアにある横長のゴミ箱を調べると、スパムトンらしき人物から「敵シンボルがあと何体残っているか」という情報を教えてくれる。電流で先への通路が塞がれているネズミパズルのエリアでは、パズルを解かないで、「前進」を選び続ける。敵シンボルを全て凍結させてからゴミ箱のスパムトンに話しかけると、「いばらの指輪」を購入できるので、ノエルに装備させる。この時、氷の魔法のTPコストが半減する。ただし残りHPが最大値の1/3になるまで急速なスリップダメージを受ける（戦闘中のみ）。これらの準備が完了したら「2つめの路地」まで進む。
2回目のバードリー戦では「前進」を選択し続ける。選択を「前進」以外にすると、N・Pルート版のバードリーと戦うことになる。選択肢を正しく選んだ場合、Aルート版の強化バージョンになったバードリーと戦闘することになる。その時、ノエルの「まほう」の欄にTP200で使える技、「スノーグレイブ」がTP100で使えるようになる。ノエルはスノーグレイブを使うことを何度も拒否するが、クリスの説得で嫌々スノーグレイブを使うと、バードリーが氷漬けになってしまう。逃がしたり、スノーグレイブ以外の方法で倒すと、Aルートを離脱する。バードリーを凍らせた後、ノエルは「なんだか気分が良くない」と告げ、しばらくの間姿を表さなくなる。こうしてチャプター2のAルートが確定する。
その後上に新しい道が追加され、その道を進むとマンホールがあるが、そこからクイーンの館に続く道にワープでき、別れていたスージィとラルセイに合流できる（スージィに様子が変わっていると心配される）。
館に到着するが、そこら中に罠が張り巡らされており、館がスパムトンに乗っ取られている。どうにか館の屋上に到着するが、いきなりクイーンがギガクイーンに変身し、ラルセイが「闇の泉」を作ると「咆哮」を招いてしまうことを説明し、N・Pルートと同じようにキャッスルタウンで暮らすことになる。そしてクリスは闇の泉を封印するために泉に向かうが、スパムトンNEOが襲いかかり、泉が封印するのを阻止しようとし、戦闘が始まる。HPを削ると、DEFを急上昇させて倒されないようにしてくる。クリスは仲間の名前を呼んで助けを求めるが、誰も来ない。最後に、ノエルの名前を呼ぶが、また誰も来ず、スパムトンに「まだあの娘を利用するのか?」と言われ、戦いがまだ続くと思われたが、スパムトンNEOが急に寒気を訴え、アイスショックの効果音とダメージ表記があらわれ、戦闘が終了する。クリスが泉を封印して、現実世界に戻ってくる。
ノエルはすぐに起き上がり帰ってしまったが、バードリーは氷漬けされているからか目覚めない。また、一部の考察では、このときバードリーは死んだといわれている。

#### 共通の流れ
その後現実世界に戻り、ノエルとバードリーは夢だと錯覚しながらもクリス達と別れる。そして、今度はスージィとともに現実世界を探索できる（ラルセイのいる闇の世界にその後向かうと、チャプター2の仲間がキャッスルタウンに住み、ランサーとルールノー・カァドーも元に戻っている）。
家に帰ると、トリエルが出迎えてくれ、スージィが家に泊まることになる。クリスとスージィはクッションで寝落ちてしまい画面が暗転する。夜、クリスが突然目覚め、目を赤く光らせ、ナイフを持って高く飛び上がり、地面にナイフを突き刺して闇の泉のようなものが発生し、煙で画面が覆い包まれてチャプター2が終了する。

## 登場人物
この節では、チャプター1〜2現在での主要キャラクターを提示する。ちなみに、前作『UNDERTALE』のキャラクターも何人か登場しているが、時系列など詳細は不明である。

### 主人公・その他
クリス（Kris）
本作の主人公。性別は不明。ゲーム内でプレイヤーが操作するキャラクター。『DELTARUNE』内で唯一のニンゲン。トリエルとアズゴアの子である義兄の「アズリエル」がいる。
茶髪で肌色は『UNDERTALE』のニンゲン同様黄色で表現されている。黄色ボーダーが入った黄緑色の服と茶色のズボンを着用。その容姿は『UNDERTALE』に登場する「おちたニンゲン」に似ている。闇の世界では紺色の髪に水色の肌、黒のインナーに銀色の鎧を着用しており、ピンクと水色のスカーフ（またはマント）も付けている。色は『UNDERTALE』の主人公の服に似ている。また、チャプター1,2で目が赤く光るがクリスの目は元々赤い。
寡黙なのかあまり喋らないが、終盤になると選択肢によってはよく喋るようになる。前髪が長いらしく目元が暗く、表情がうかがえない。しかし、キャラクター達の視点でははっきりと変化が分かる様子。
養母のトリエルの元で暮している。トリエルが隠してしまうほどの大のチョコレート好き。ホットチョコも好きなようである。また、トリエルや、チャプター2のノエルの発言から、相当ないたずら好きな子であることが分かる。トリエルはアズゴアと別居または離婚しているため、実質母子家庭である。
アルフィーのクラスで授業を受けており、課題でスージィとペアを組むことになる。アルフィーの命令でチョークを取りに倉庫へ行ったところ、スージィとともに闇の世界に落ちてしまう。
名前は『UNDERTALE』のあるルートに出てくる名前のアナグラムのように思えるが、関係性は不明。
スージィ（Susie）
クラスの不良モンスター。性別は女性。一人称は「オレ」、場合によっては「アタシ」に変わる。課題でクリスとペアを組むことになる。
教室のチョークを無くしていた犯人。誰も見てない時にチョークを食べていたのである。トリエルはこのことを担任のアルフィーに聞いており、チャプター2のエンディングではクリスに「スージィに誘われてもチョークを食べてはダメよ」と釘を刺している。
アルフィーがクリスとともにチョークを取りに行くようスージィに指示し倉庫へ向かった結果、クリスとともに闇の世界に落ちてしまう。
トカゲやドラゴンを思わせる容姿。肌は紫、ボサボサの茶髪をしている。白いシャツに紺色ジャケット、ダメージジーンズを着用。闇の世界では、肌は赤みが増したピンク寄りの紫色、髪は葡萄色となっている。
見た目から誤解されやすいらしく、周囲の偏見に応えるかのように荒っぽい言動をするものの、本心ではそれを快く思っていないらしく、ありのままでいたいと思っているかのような台詞を溢す時がある。
通常髪の毛で目が隠れているが、終盤になると見えるようになる。
パズルは苦手でいつもクリス任せにしている。
余談だが、『UNDERTALE』にて仄めかされたキャラクターは「スージー（suzy）」であり、『DELTARUNE』の「スージィ（susie）」との関係性は不明。
ラルセイ（Ralsei）
闇の世界の「自称」闇の王子。白い体毛（チャプター1の物語終盤までは影で隠れて黒となっている）に緑のフードとポンチョ、眼鏡とピンク色のマフラーを身に付けている。
物腰が柔らかく、心優しい性格のためか、粗暴なスージィを案じて敵を逃す様に提案する。戦闘ではサポート向きの戦いをするが、いざという時にははっきり主張する心の強さもある。
ずっと孤独だったせいか、献身的で自分を二の次にする癖がある。「殴りたくなったら殴ってもいい」など、やや過激で自己犠牲的なことを発言することも。
チャプター1の物語終盤以降で、本当のラルセイの姿を見ることができる。
クリスと同様、名前は『UNDERTALE』のあるルートに出てくる名前のアナグラムのように思えるが、関係性は不明。

### ライトナー
ライトナーとは、現実世界の住人のことである。ここでは、上記で説明した者以外の闇の世界に入ったことのあるライトナーを紹介する。
ノエル（Noelle）
クリスの幼馴染みであり、バードリーの友達、スージィに好意を抱いている。見た目はトナカイで、基本的にはチェックのベストを着て、スカートを履いている。
性格はとても優しく、クリスと3人ペアになろうとしたり、バードリーに勉強を教えたりしている。成績もとても良い方らしい。
一人称は「私」。ノエルの父はチャプター1から病院で入院していて、母はノエルに厳しくあたっているせいであまりノエルと仲が良くない。
闇の世界では服装が天使のようになっている。バードリーに意見を押しのけられたときには反論できなかったりと、押しに弱いところがあるが、クイーンの味方になってしまった時、クイーンに言いなりになりたくないと主張したりと、ちゃんと自己主張できるときもある。
バードリー（Berdly）
ノエルの友達であり、クリスのクラスメイト、一人称は「僕」。見た目は青い鳥で、フードを被っている。
とても自尊心が高く、人を見下しているかのような話し方で話しているが、それは小さい頃名前も覚えられずあまり目立たなかったときに「タイピングの大会」で1位をとってから注目されるようになり、その快感に依存してしまった結果、頭がいいように見せるようになったからだという。成績がいいのは、ノエルに勉強を教えてもらっているかららしい。
時々顔のグラフィックが歪んだりする。しかし、ギガクイーン戦では仲間を呼び集めたり、Aルートでは「ノエルに危害を加えるようなら、こちらも全力で行かせてもらう」と言ったり、仲間思いなところもある。
闇の世界ではIQスカウターをつけ、鎧を着て、斧を持っている。名前は「ハルバード」。

### 闇の世界のダークナー
ランサー（Lancer）
闇の世界にいる4人の王の中の1人であるキングの息子で、チャプター2の終わりにはクイーンに育てられることになる。お腹にはスペードのマークがある。
時折、顎の割れた面長の顔のグラフィックになる。
非常に子供っぽい性格で、自分のことを「ボクさま」と表現し、クリスたちの前に立ちはだかる。
自らを「悪モノ」と名乗り、そのせいかスージィと意気投合（しかし悪者とは程遠い優しい性格の持ち主である）。その結果、主人公の仲間になる。
サルサをスージィにすすめたり部屋の穴に埋めたりしているが、本人は食べるフリをしている。
チャプター2のN/Pルートではクリスのポケットで遊んでいるが、Aルートでは終始寝ている。
キング（King）
闇の世界にいる4人の王の中の1人、マントを羽織っておりとても威圧的な態度で話してくる。息子にランサー（Lancer）がいる。
「騎士」という人物に会ってから3人の王を閉じ込め、実質1人でダークワールドを支配している。
チャプター1以降はオリに閉じこもっており、話しかけるとランサーの様子を聞いたり、クイーンにランサーの世話を頼んだりしていて、なんだかんだ息子であるランサーを心配しているようである。
知り合いだったらしく、クイーンのことを「クインパ」と呼んでいる。
ジェビル（Jevil）
背の低い人型のピエロのような見た目で、いつも笑っているのが特徴的なキャラクター。チャプター1の裏ボスであり、キングの城の地下牢に閉じ込められている。
マップ上に散らばっている牢屋のカギ3つを集めると戦えるようになる。もともとヌイと宮使いをしていたが、「謎の男」に出会い気が狂ってしまい、キングの命でヌイの手によって牢屋に閉じ込められる。
「カオスだヨ！カオスだネ」、「なぁんでもできる」、といった変なことをいつも言っている。
ヌイ（Seam）
チャプター1では草原に、チャプター2ではキャッスルタウンに店を構えている店主。古びた縫いぐるみのような見た目である。
昔はジェビルと共に宮使えをしており、ジェビルが狂ったときには牢に入れたほどの実力の持ち主。話しかけると様々なヒントをくれる。
しかし、チャプター2にもジェビルと同等の強さを持つものが居ることを予知したり、次のチャプターの裏ボスの予知をしたり、クイーンを知っていたりと、かなり謎が多いキャラクターである。一人称は「アタシ」。
ルールノー・カァドー（Rouxls Kaard）
キングの部下（自称 判物公）で、チャプター1ではランサーの世話をしている（本人は嫌がっている様子）。名前の由来はルールのカードから来ていると思われる。登場するときには無駄に壮大なBGMが流れる。
パズルを作ってクリス達の前に立ちはだかるが、基本的に全てとても簡単である。実はキングを失脚させるために部下についていることを明かしており、ただのネタ枠ではないことがうかがえる。
チャプター2では、何故かチャプター1のボコリングマシーンに乗りながらクリス達の前に立ちはだかるが、別の闇の世界に応できず、石化してしまう。
基本的に一人称は「余」、二人称は「なんじ」三人称は「なんじズ」である。ランサーとキングからは、「サブパパ上」と呼ばれている。
クイーン（Queen）
サイバーワールドを支配している女王で、基本的に<!--- --->で言葉を囲む話し方をしている。(要するにHTMLのコメントタグ)
見た目はランサーやキングと似ているが、関係は無いらしい。
酸液を飲んだり、ワイングラスを投げて割ったり、車を爆発させたりとサイバーワールドでは好き放題やっている。しかしバードリーを気遣ったり、ノエルに幸せになって欲しいと願っていたり、ランサーの世話をすると言ったり、優しい一面もある。
チャプター2の終わりに、ランサーを育てることになる。
知り合いだったらしく、キングのことを「キンキン」と呼んでいる。
スパムトン（Spamton）
不気味に光る眼鏡と眼鏡から覗く光のない目、異様に高い鼻でセールスマンのような黒い スーツ姿と話し方が特徴的。
ストーリー中にクリスが一時的に単独行動を取った際に登場し 「商談」 を持ちかけてくる｡
一人称は「ﾜﾀ94」でこちらのことは基本的に「ｱnﾀ」と呼び､文字が飛び飛びな上に、数字が挟まれるバグったような会話をする（ネットでは「スパムトン構文」として使われる場合がある）。名前の由来は「スパム（迷惑メール）」 から取られていると思われる。また1997という数字を連呼するが、これは1997年にアメリカでスパムの規制が始まったからだとされている。
ゴミ捨て場の左の辺りで店を構えており、そこでスパムトンの願いを聞き、館の地下からﾌﾞﾗﾝｸﾃﾞｨｽｸを持って来ると、チャプター2の裏ボス（スパムトンNEO）としても登場する。
スパムトンNEOと戦闘後、ゴミ捨て場の彼のショップ付近に行くと、彼の過去についてアドソン達に話を聞くことができる。
また、「スペシャル攻撃の際の胴体がエヴァンゲリオンの初号機に似ている」と言われることがある。
また、マイクという友達がいたことが仄めかされている。

## システム
前作『UNDERTALE』と同様に、『DELTARUNE』は見下ろし型のロールプレイングゲームである。 プレイヤーは、主人公のクリスという名のニンゲンを操作し、話が展開していく。また、防具の変更や戦闘時の行動など、他のキャラクターのアクションを選択することもできる。 『UNDERTALE』と同様に、『DELTARUNE』にはパズルの要素があり、前作ではなかった要素として、フィールド上にてプレイヤーは攻撃を避けながらボックス状のエリアをハートで移動しなければならないものがある。『UNDERTALE』と異なり、チャプター1時点でのエンディングにほとんど差異は無い。
『UNDERTALE』のランダムエンカウントシステムは廃止され、プレイヤーはフィールド上の敵を直接見ることができるようになり、敵を回避することができるようになった。
戦闘はターン制。プレイヤーは毎ターン、「たたかう」、「こうどう」、「まほう」、「アイテム」、「にがす」、「ぼうぎょ」などの６つのアクションを選択することができる。「こうどう」（クリスのみ）を選択し、話し合いや様々な働きかけを駆使して戦闘を終了することが可能。今回からの新機能で、攻撃を受けずにスレスレで回避することでテンションポイント(TP、Tension Points)ゲージが増加し、それを消費して、パーティメンバーが「まほう」を使用できるようになる。 例えば、ラルセイはくたびれた敵を眠らせる「スリープ」などが使える。パーティメンバーのHPが0以下になるとダウン状態になり、戦闘ができなくなる。ダウンしたパーティメンバーのHPは1になるまで自動的に体力が回復される。アイテムやラルセイの「いやしの詩」でも再生できる。3人の体力が0以下になったらゲームオーバー。
チャプター１でゲームの目標として提示される「戦いを避けてモンスターをにがし、助けること」であるが、最初はプレイヤーがコントロールできないスージィが敵をにがすどころか無差別に攻撃してしまうため、目標を達したい場合はクリスの「こうどう」でスージィの攻撃を警告しなければならない。
更にチャプター2からは、ラルセイやスージィなどのクリス以外の味方が「こうどう」できるようになり、ダークナー（敵）を逃す数によって仲間になるかならないかが変わっていたり、攻撃してしまった敵が仲間にならなくなったり（LOST）、敵を倒すことによって味方が強くなったりと、様々なシステムが追加されている。

## 開発・リリース
『DELTARUNE』の初期の構想は、フォックスが大学在学中の2011年に見た夢が元になっている。また、2012年にアーティストのKanotynesがTumblrに投稿したキャラクターデザインにも触発されており、それらを元に当時試作したアイデアが『UNDERTALE』および『DELTARUNE』で活かされている。そして、「Kickstarter」上で『UNDERTALE』のキャンペーンを行った頃、フォックスは『UNDERTALE』が完成したらかつての夢の構想と『UNDERTALE』を組み合わせたゲームを作ることを決めた。グラフィック、前作より複雑になった戦闘システム、フォックスの精神状態など、様々な要素が『DELTARUNE』を『UNDERTALE』と比較して制作の難易度が高いゲームとなった。
『UNDERTALE』でアートワーク制作のメインアシスタントとして携わったテミー・チャンは、今作ではメインアーティストを務めている。また、フォックスは当初スージィを『逆転裁判』の綾里真宵のような「親切な小柄の元気っ子キャラの相棒」をイメージしてデザインしたが、制作が進むにつれ「無実の罪を着せられそうになっているゴロツキの男」のようになってしまったという。また、「まほう」に関する新たな案も今後のチャプターに向けて構想されている。日本語版でのスージィの「俺」やランサーの「僕様」といった一人称もフォックスにより考案された。
『DELTARUNE』はGameMaker Studio 2で開発されている。 また、ゲーム内の音楽の一部は『UNDERTALE』のサウンドトラックの一部をリミックス、アレンジしたものであるが、ほとんどの曲は新たに作曲したものを使用している。また、『UNDERTALE』とは異なり、フォックスは『DELTARUNE』のエンディングを1つだけにすることを計画している。
2018年10月30日、作品公式Twitterで関連の何らかの予告がなされ、翌日にWindowsとmacOS向けに 「『UNDERTALE』をクリアしたあとで、お好みでプレイできるゲーム」として、デモ（チャプター1）を無料でリリースした。フォックスおよび作品公式Twiiterはチャプター1の配信前後に、『DELTARUNE』が『UNDERTALE』を上回る規模のプロジェクトであり、完成まで程遠く、続きは最終章まで完成した後に全チャプターをひとまとめで販売するとしている。また、2018年11月にFangamerとのコラボレーションによる『DELTARUNE』のグッズが発表、Tシャツやポスター、ぬいぐるみ、ピンセットなどが発売された。
2019年2月14日に公開されたNintendo Directでは、チャプター1がNintendo Switchで2019年2月28日に発売されることが発表・発売され、2019年2月21日には、PlayStation公式Twitterアカウントが、チャプター1のPlayStation 4版も2月28日に発売されることを発表・発売した。
2020年9月16日、姉妹作『UNDERTALE』5周年に伴い、チャプター2以降に関する開発状況をUNDERTALE公式サイトで発表した。チャプター2は8割完成しており、年内の完成を見積もっている。また、チャプター2が完成したらそれ以降のチャプターの作成は早くなるだろうとしている。あわせて『DELTARUNE』は常駐メンバー3人等のチーム体制で開発していること、フォックスが長年痛めていた自身の手と手首の病状により開発が難航していることも明かされた。
チャプター2以降は完成後にまとめて有料配信予定とされていたが、2021年の『UNDERTALE』6周年を記念したライブ配信にて、チャプター2のリリースを発表。日本時間9月18日の午前9時にPC向けに無料配信された。フォックスは情勢の変化や全チャプター完成後のリリースでは期間が空きすぎるため此度のリリースに踏み切ったことを明かしており、続きはチャプター5まで完成した時点で5章分の値段でまとめて有料配信するように改められた。しかし、『DELTARUNE』メールマガジンにて、チャプター4まで完成した時点で配信するとこととなった。
チャプター5以降は無料アップデートで配信することも発表している。

## UNDERTALEとの関連性
『UNDERTALE』ではガーソンからDELTARUNEの意味を聞くことができる。
UNDERTALEではDELTARUNEは地底の国の紋章である。DELTARUNEの紋章は歴史の記録が始まる前からあったものであり、元々どのような意味が込められていたかは不明。唯一分かっているのは3つの三角形は地下に住むモンスターを表し、そのうえの羽の生えた円はそれ以外の何かを表すという。羽つきの円は予言に語られる。❝天使❞だという説が有力だが………
UNDERTALEにも、容姿は確認できなかったが「ノエルかと思われる者」を確認した。　　　　　　　5周年記念目覚まし時計セリフ集（冬バージョン)にて、アズゴアのセリフより　　　　　　　　　　　

## 反応

### 『UNDERTALE』との比較
『DELTARUNE』のチャプター1は、『UNDERTALE』と比較した反応が多数あり、KotakuのJason Schreier氏とRock, Paper, ShotgunのDominic Tarason氏が好意的に評価している。Schreier氏は、『UNDERTALE』の要素が洗練されていることを称賛し、「爽快な復活」と呼んだ。 Tarason氏も同意見で、『DELTARUNE』は「より高い予算で制作されている」と述べている。Nintendo LifeのMitch Vogel氏はあまり肯定的ではなく、「リリース時のUndertaleがどれだけ『新鮮』だったかを考えると、Deltaruneは『ただの』同じことの繰り返しになってしまっており、少々がっかりだ」と述べている。

### サウンド
かなりの量の評価が音楽に向けられており、Schreier氏は「サウンドトラックは十分にセールスポイントになるはずだ」と主張している。Tarason氏は音楽に「新鮮な新しさがある」と評価し、Parton氏は「感情的でしっかりしている」と評し、全て一人で作曲されたことに驚きを表している。RPGFanのAdam Luhrs氏は、フォックスの「モチーフの巧妙な使用」を賞賛、それらが『DELTARUNE』のストーリーにうまく取り入れていると評価した。GamespotのMichael Higham氏は、『DELTARUNE』と『UNDERTALE』の音楽の類似性を指摘し、「この2つの世界が何らかの形で結びついていることを思い出させる。」と述べた。

### グラフィックとシステム
Tarasonはこのゲームのピクセルアートを気に入っており、『UNDERTALE』と比較して「より詳細で表現力に富んだ」と評し、Partonもこれに同じ意見を述べた。Highamはさらに、『DELTARUNE』の「わずかな情報で多くのことを伝える」能力が最大の強みであり、「キャラクターの表情、心境、ボディランゲージが個性鮮やかに表現している」と述べている。ゲームシステムも好評で、Partonは「ユニーク」と呼び、Vogelは戦闘システムを「オリジナルの有機的でよく実装された拡張」と表現している。いくつかのコミュニティの批判はHighamによって述べられ、カードキャッスルのようないくつかのシーケンスを「少し素っ気ない」と言及した。

### ユーモア
PolygonのAllegra Frank氏は、『DELTARUNE』のユーモアのセンスが「特徴」の1つであると述べている。 Vogel氏も同意見で、ユーモアを「機知に富んだ」、ストーリーを「説得力のある」と呼び、Higham氏は、「機知に富んだ文章、機転の利いたジョーク・ナンセンス、不条理なユーモアから、耳から耳へと笑みがこぼれることでしょう」と述べている。Parton氏とTarason氏はキャラクターのデザインに焦点を当て、Tarasonは「新鮮な（そして愛すべき）キャラクターのセット」を称賛、Partonは彼らのデザインが「紛れもなく愛らしいものから悪夢のように不穏なものまで」の範囲に及ぶと述べている。

### その他の批評
Vogel氏は闇の世界の表現を批判しており、『UNDERTALE』よりも若干見栄えが良くなっているにもかかわらず、「まとまりやダークナー達が生活している感じがほとんど感じられない」、「まばらに装飾された廊下には面白いデザインや演出がほとんどない」と批判し、「Deltaruneは残念ながら見てもあまりきれいなゲームではない」と述べて批判で締めくくった。

## 評価
ゲームサウンドトラックは、2019年のG.A.N.G.アワードでGame Audio Network Guild / MAGFest People's Choice Awardにノミネートされた。